# Melocactus bellavistensis
Melocactus bellavistensis là một loài thực vật có hoa trong họ Cactaceae. Loài này được Rauh & Backeb. mô tả khoa học đầu tiên năm 1956.